# Wolf Dietrich von Hohenems

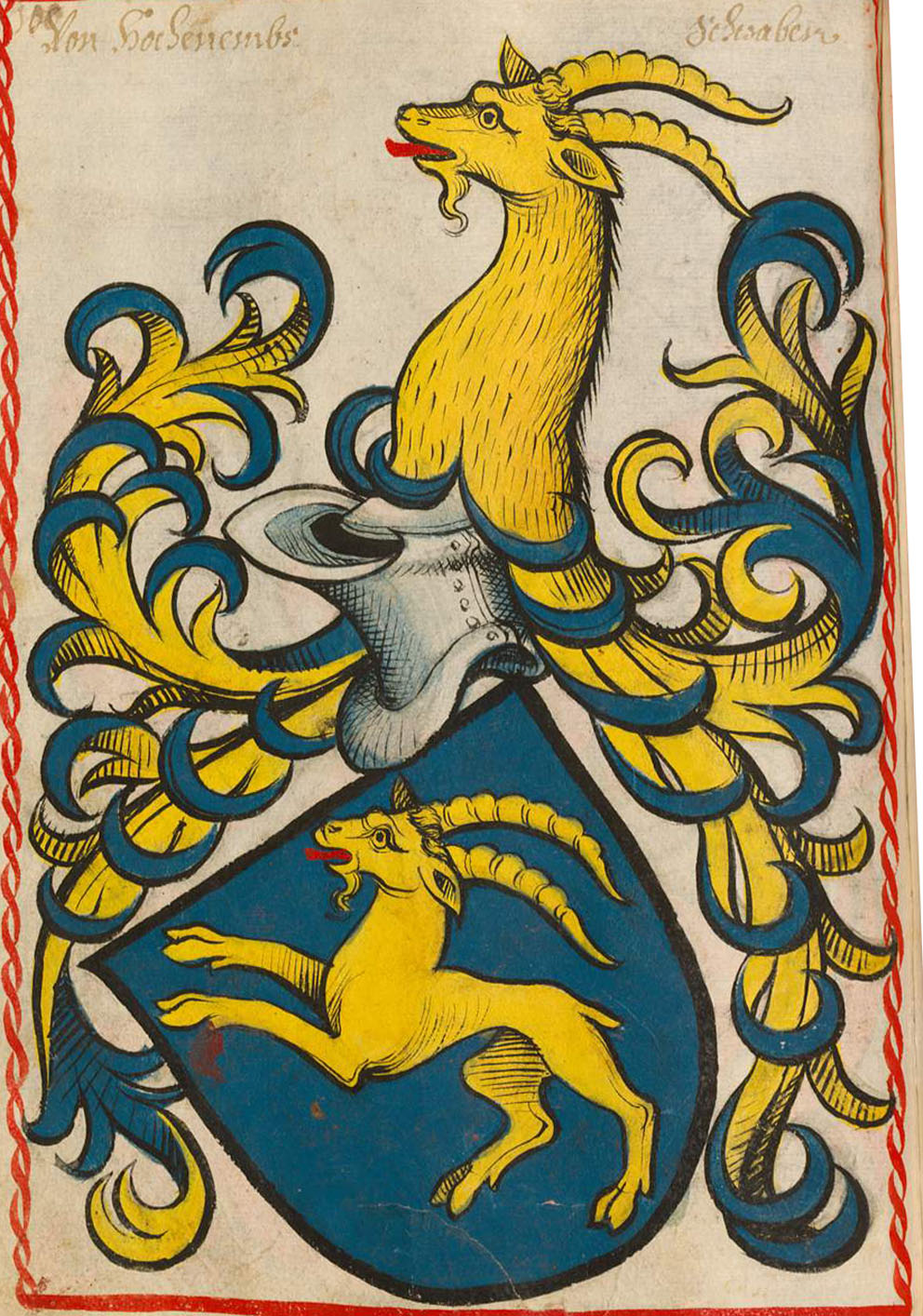
Wappen der Herren von Ems in Scheiblers Wappenbuch von 1450

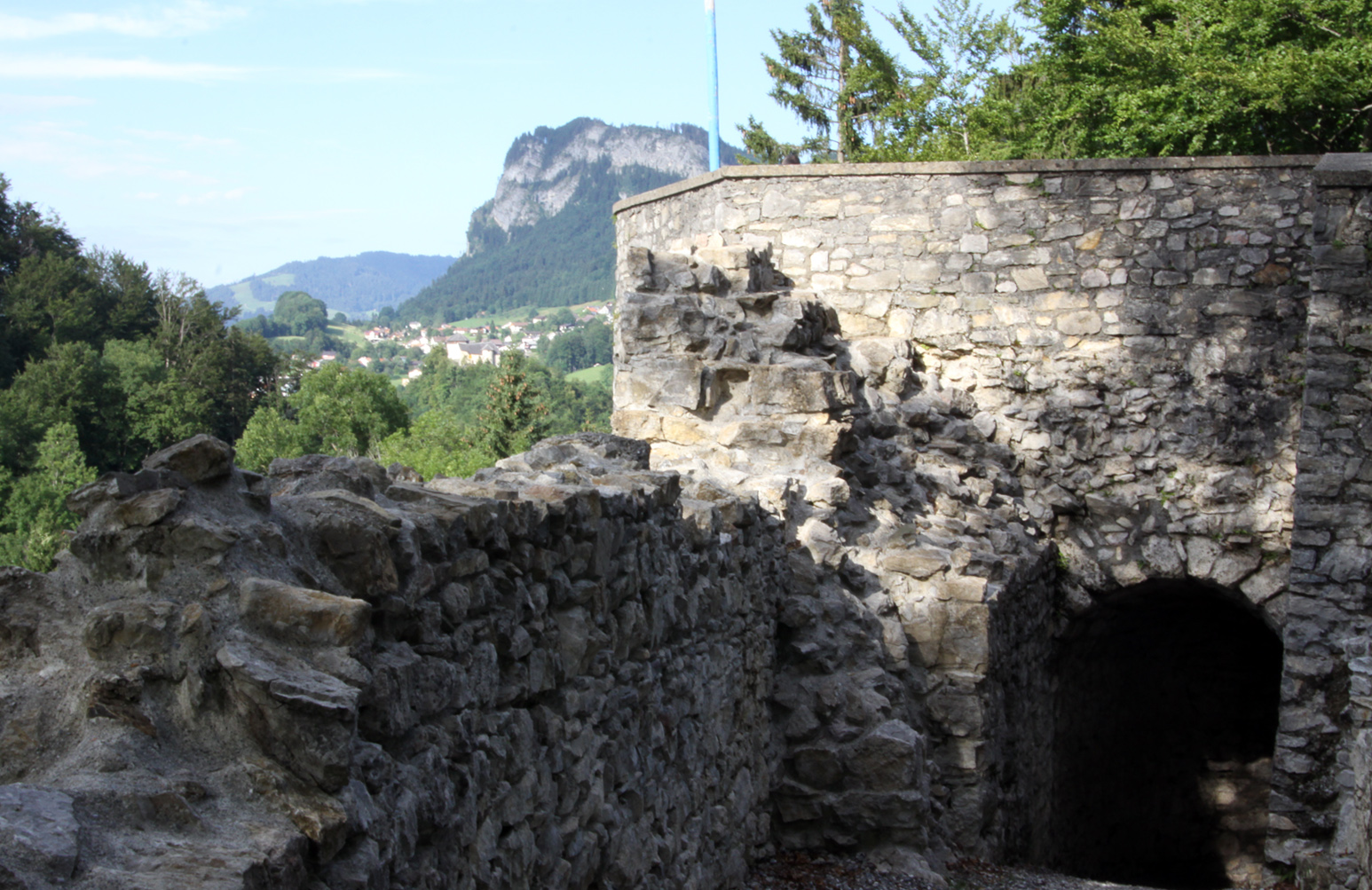
Burgruine Alt-Ems. Hier wurde Wolf Dietrich 1507 geboren und hier starb er 1538.

Wolf Dietrich von Hohenems (* 1508 in Hohenems; † 1538 ebenda) war ein Graf aus dem Adelsgeschlecht Hohenems und ein Heerführer unter Kaiser Karl V. Durch seine Heirat mit Clara Medici, der Schwester von Gian Giacomo Medici, gelang den Herren von Ems der Aufstieg in den Hochadel.

## Leben
Wolf Dietrich von Hohenems war der vierte und jüngste Sohn des Freiherren Marx Sittich von Ems, einem der berühmtesten Landsknechtführer des 16. Jahrhunderts, erfolgreichen Kriegsunternehmer und berüchtigten Feldherr gegen die rebellierende Bevölkerung Süddeutschlands in den Bauernkriegen im Auftrag des Schwäbischen Bundes. Bereits im Alter von 18 Jahren kämpfte Wolf Dietrich 1525 an der Seite seines Vaters in der Schlacht von Pavia und hatte maßgeblichen Anteil am Sieg der kaiserlichen Truppen.
1528 heiratete er Clara Medici, eine Tochter von Bernardo Medici aus einer unbedeutenden Mailänder Familie, die nicht mit den Medici aus Florenz verwandt war. Die Ehe war von seinem Vater arrangiert worden und politisch motiviert. Die Ehefrau entstammte der Familie Medigino, die sich nun auch Medici nannten und mit Claras einem Bruder einen Papst und mit Claras anderem Bruder einen Condottiere stellten. Der Papst benötigte einen Verbündeten nördlich der Alpen, um die Reformation in der heutigen Schweiz und besonders in der Republik der Drei Bünde, dem heutigen Kanton Graubünden, zu bekämpfen. Auch hatte die Alte Eidgenossenschaft im Zuge der Ennetbirgischen Feldzüge Teile des Herzogtums Mailand erobert, im heutigen Kanton Tessin. Die Drei Bünde hatten hingegen 1512 das heutige Veltlin und Chiavenna von den Mailändern erobert. Anderseits benötigten die Emser einen starken Verbündeten, nachdem die Eidgenossen im Schwabenkrieg 1499 ihre Grenze bis an den Rhein ausgedehnt hatten und eine Bedrohung für die kleine Herrschaft darstellten. Aus der Ehe gingen zwei bekannte Kinder hervor, sein Erbe Jakob Hannibal I. von Hohenems und der Kardinal Markus Sittikus von Hohenems. 
Im späten Herbst 1528 machte sich das Brautpaar mit einem grossen Gefolge auf den Weg von Italien nach Hohenems. Auf dem Weg vom Comersee nach Splügen wurde die Reisegesellschaft vom frühen Schneefall aufgehalten. Der Weg über den Splügenpass war ihnen verwehrt. Es wurden Einheimische angeworben, um Nachrichten über den Pass nach Chur und Hohenems zu befördern. Doch diese kontaktierten die Bündner Autoritäten, die die Reisegesellschaft zur Rückkehr nach Italien zwangen. Unter der Reisegesellschaft befand sich nämlich der neue Bischof von Chur, der den amtierenden Bischof Paul Ziegler ersetzen sollte, der aufgrund der Reformation aus dem Land geflüchtet war. Er sollte durch Giovanni Angelo Medici, den späteren Papst Pius IV. ersetzt werden. Giovanni Angelo war ein Bruder von Gian Giacomo Medici, dem Schwiegervater von Wolf Dietrich. Der Plan, den neuen Bischof heimlich und sicher über die Alpen durch von Bündnern gehaltene Gebiete zu bringen, war sicherlich einer der Gründe der Heirat. Doch der Plan ging nicht auf. In Chur wurde der Abt des Klosters St. Luzius von den zur Reformation übergetretenen Bündnern am 23. Januar 1529 nach grausamer Folter zum Tode verurteilt und enthauptet, nachdem die wahren Pläne der Hochzeitsreise des jungvermählten Paars bekannt wurden. Die Bündner hatten nämlich schon länger durchgesetzt, dass das Bischofsamt nur durch einen der Ihrigen besetzt werden durfte. Die Einsetzung von Giovanni Angelo Medici wäre ein Bruch der bestehenden Rechte der Bündner gewesen.
Erst im Februar 1529 konnte das junge Brautpaar einen zweiten Versuch starten, nach Hohenems zu gelangen. Diesmal wählten sie den Gotthardpass und gelangten über die Kantone Uri, Schwyz, den Pragelpass und den Kanton Glarus in das ebenfalls von den Eidgenossen gehaltene Sargans und weiter in das von Glarus gehaltene Werdenberg. Durch diesen Umweg umgingen sie das Gebiet der Drei Bünde und konnten erfolgreich den Rhein überqueren. Die katholisch gebliebenen Kantone der Innerschweiz hatten zur Zeit des Ersten Kappelerkriegs mit den Medici Frieden geschlossen und der Reisegesellschaft ihren Schutz angeboten. Über das befreundete Feldkirch konnte Hohenems erreicht werden. 
Im gleichen Jahr wurde Wolf Dietrich von Hohenems von Ferdinand I. zum Vogt von Bludenz ernannt. 1531 brach wieder ein bewaffneter Konflikt zwischen den Medici und den Bündnern aus. Die Herren von Ems, unter der Führung von Wolf Dietrich stellten ein Heer zusammen, um über Tirol in die Kämpfe einzugreifen und den verwandten Medici zur Hilfe zu eilen. Doch Ferdinand I. hinderte die Emser am Eingreifen, indem er die Erlaubnis nicht erteilte.
1536 beteiligte er sich mit eigenen Truppen an den Kämpfen Kaiser Karls V. in Italien und Frankreich (Krieg gegen Franz I.). 1538 verhandelte er mit den Eidgenossen und den Bündnern um ein längerfristiges Friedensabkommen. Doch er starb während den Verhandlungen.
Unter Marx Sittich von Ems und seinem Sohn Wolf Dietrich von Hohenems waren die Herren von Ems zu einer ernstzunehmenden Macht im Alpenrheintal aufgestiegen. Sie trugen dazu bei, dass die Expansion der Eidgenossen und der Drei Bünde am Rhein gestoppt werden konnte.